# 中法文化年
中法文化年（法語：Les Années Chine-France）是由中華人民共和国政府與法国政府合作举办的一系列大型文化交流活动，根据两国政府的协议，2003年10月至2004年7月率先在法国举办中国文化年活动，2004年10月至2005年7月则在中国举办法国文化年活动。两国的文化年涉及了多领域的广泛交流，举办的大小项目达到300多个，而活动中的亮点就包括了中国康熙时期文化展、三星堆文物展、中国中央民族乐团与巴黎管弦乐团的合作演出、法兰西巡逻兵访华特技飞行表演、法国印象派画展和法国百年时尚展等。

## 背景
中法两国互办文化年活动，是在两国关系密切发展的政治大环境下才得以实现的。到21世纪初，中国与法国的政治关系已经非常密切，处于历史上最好的时期，这主要是由于两国所拥有的许多共同的政治立场与合作，这除了表现在共同支持反恐、反对伊拉克战争等问题上外，更重要的共同点是两国都心照不宣地支持多极化世界，反对由美国一国主宰的世界政治格局。中国作为正在崛起中的大国，很可能在未来成为一个能够与美国抗衡的国家；而法国则希望通过加快欧盟的一体化进程来创造另一股制衡力量。
而在经济交往方面，中国与法国的关系也很顺利。欧盟的一体化为中国提供了巨大的海外市场，2004年欧盟已经超过日本和美国成为中国的第一大贸易伙伴。而法国则不断地向中国出售高新技术产品，例如空中客车飞机、法国高速铁路以及未来欧盟解禁后可能对华出售的武器。
共同的政治经济利益使得两个国家的关系更为紧密，高层的互访不断，也促进了民间的交流活动。此外由于两国都对自己的历史文化非常自豪，也使得文化交流在两国关系发展中占有特殊地位，这为文化年活动提供了契机。

## 举办过程
两国举办文化年活动是在1999年前中国国家主席江泽民访法以及2000年法国总统希拉克访华期间初步商定的；2001年4月中国国务院主管文化事务的前副总理李岚清访问法国，与法国外交部长韦德里纳签署了有关举办文化年的《会谈纪要》，正式商定了文化年的举办时间。2001年6月两国组建了中法文化年混和委员会，中方由文化部长和中外交流协会会长牵头，法方则由一名法兰西学院院士和法国文化部国际司司长负责，开始正式筹备文化年活动。混委会共举行了5次会议。

## 主要活动

### 中国文化年
中国中央民族乐团演出：2004年10月6日，作为中国文化年的启动音乐会，中央民族乐团在巴黎莫加多尔剧院举行首场音乐会。之后该乐团又在法国各地巡回演出，共举行了11场中国民乐演出。
四川三星堆文物展：2004年10月8日至2004年1月4日在巴黎市政厅举行，由四川省文化厅、中国国家文物局和巴黎市博物馆协会共同承办，展出了1986年至2001年期间中国考古专家在四川三星堆所发现的上百件青铜时代的文物，据考证这些文物的年代在公元前1200年至公元前300年之间。展览中最受到关注的是青铜面具和青铜立人像。
《红色娘子军》芭蕾舞演出：10月8日在里昂举行了首场演出，之后连演5场全部爆满，获得巨大反响。《红色娘子军》是中国中央芭蕾舞团的经典曲目，结合了西方芭蕾舞与中国民族文化特色，并且反应了中国特定的一段历史背景。当时正在法国访问的中国国务委员陈至立与里昂市长也共同观看了首场演出。
东方既白——20世纪中国绘画展：2003年10月至12月在法国非洲及大洋洲博物馆举行，共展出80多位中国当代画家的140多件作品，其中包括了油画、中国画等多种不同类型的画作。徐悲鸿、齐白石等多位大师作品也获选展出，而董希文的《开国大典》则是第一次在北京以外地区公开展出。
时尚中华2004春夏时装作品发布会：10月13日在巴黎卢浮宫的勒诺特厅举行，6位中国年轻时装设计师的90件女装作品得以在时装之都巴黎公开展示。这也是中国首次大规模地参与法国的时尚流行发布活动。
中国棋类表演与交流活动：10月由6名中国棋界顶尖高手组成的中国文化年棋类代表团访问法国，参加中国象棋、国际象棋和围棋三大类棋艺表演和友好比赛。参加的棋手包括了中国象棋全国冠军、特级大师胡荣华、前国际象棋女子世界冠军谢军和围棋八段华以刚等。展示活动在巴黎中国城举行，除了中国象棋、国际象棋和围棋外，还展出了飞行棋、军棋、中国跳棋等多种中国民间棋类游戏。棋手们还与法国青少年进行了友好比赛。
中国饮食文化节：2003年11月10日至2003年11月20日在法国巴黎的多个宾馆、饭店举行，活动包括了中国国宴“钓鱼台菜”，精选了20品国宴菜点，由包括钓鱼台国宾馆总厨师长在内的4位中国烹饪大师主厨。此外还有中国名厨的专题讲座、中国茶酒文化展示和中法厨艺对抗赛等。
中国的世界遗产摄影展 ：由中国摄影家协会选稿的300多幅中国世界遗产摄影作品。
铁塔映红：在2004年1月22日春节期间，巴黎的艾菲尔铁塔首次用红色灯光打照；此外在大年初三，巴黎的5000多名华人在香榭丽舍大街举行游行活动，中国方面则派出了阵容有700人的演出团参加游行并进行现场表演。这是中国文化年的最高潮。该活动同时也是庆祝中法两国建交40周年。
中国图书展：3月18日，以“中国文学”为主题的24届法国图书沙龙在巴黎开幕，中国以宾主的身分参加书展，商务印书馆、人民出版社等多家中国出版企业带来了2000多种3万余册的图书，26位中国作家也出席了沙龙，他们在沙龙举行期间举办了15场报告会和38场读者见面会。此外法国出版社也在沙龙举行前翻译了70多种中国图书介绍给法国读者。法国总统希拉克与中国驻法大使参观了中国展台，中国大使还向喜欢李白诗词的希拉克赠送了一套30卷本的影颂刻本《李翰林集》和一套分别刻有希拉克中文和法文名字的印章。

### 法国文化年
让-米歇尔·雅尔北京音乐会：2004年10月10日，法国电子音乐大师让-米歇尔·雅尔在北京紫禁城午门举行大型电子音乐会，揭开了法国文化年在中国的序曲。
法兰西巡逻兵飞行表演：随法国总统希拉克访华的法兰西巡逻兵特技飞行表演队10月在北京举行飞行特技表演，同场演出的还有中国八一跳伞队。
法国大学校项目，由法国政府资助，从中国每年挑选50名优秀的高中毕业生赴法公费留学。学生学成后将拿到工程师文凭（等同硕士学歷）。
法国印象派绘画珍品展：2004年10月起，法国巴黎奥塞博物馆等博物馆在中国的北京、上海、香港三个城市展出51幅法国印象派大师的珍品原作，其中包括了许多印象派的代表人物如克劳德·莫奈、爱德华·马奈、埃德加·德加、卡美尔·毕沙罗和保罗·塞尚等人的作品。其中最受关注的是马奈的代表作《吹笛子的少年》、德加的《舞蹈课》和莫奈的《卢昂大教堂》等。在画展开幕的当天，中国国家主席胡锦涛与来访的法国总统希拉克共同参观了画展。该展览每天限制访问量在八千人。
法国时尚100年：该展览在北京、南京和深圳巡回展出，法国方面共带来了自1900年以来的227件设计精品，展品包括了时装、香水瓶、腕表、汽车、电器、茶具、家具、建筑模型等多种产品，其中不乏许多出自像克里斯汀·迪奥、伊夫·圣洛朗等时尚设计大师之手的作品。展览期间还邀请了中国中央美术学院的教授等专家来到现场向参观者讲解，平均日访问量达到四、五千人。
天坛，武器之殿：10月11日中法两国的击剑队在北京天坛祈年殿前举行了一场中法击剑精英赛，比赛开始前先由两国演员进行剑术的表演，法国方面的演出是一部由大仲马小说《三个火枪手》改变的舞台剧，中国方面则表演了京剧《霸王别姬》和中国武术等内容。
“多一点光”艺术烟火表演：由法国烟火表演公司Groupe F为武汉、上海和成都观众所带来的音乐烟火表演。表演结合了焰火、爵士乐、舞蹈等多种艺术元素。
《希尔薇娅》中国巡演：世界著名古典芭蕾舞剧《希尔薇娅》从9月30日起率先在北京大学开始演出，由巴黎歌剧院芭蕾舞团与中国中央芭蕾舞团合作演出，除在北京外还在上海、香港与澳门举行公演。
法国文化在上海：不仅仅是在北京，上海也配合法国文化年举行了多个大型文化活动，其中包括了法国浪漫主义多媒体喜歌剧《游侠骑士》在上海的演出、“大师与经典———世界著名钢琴大师与法国戛纳交响乐团交响音乐会”、“法国创意艺术廊”现代艺术展以及法国熔点现代舞蹈团与上海戏剧学院合作的现代舞蹈HIP－HOP等。
法国电影节：2005年1月起在北京等多个城市举行法国电影节，由法国电影联盟主办，分室内与室外的电影巡展。
巴黎管弦乐团巡演：2004年10月至11月，由克里斯托弗·埃申巴赫担任总监的巴黎管弦乐团在北京、上海、广州和香港举行了4场交响音乐会，演出曲目包括了盛宗亮的《月笛》、杜替耶的小提琴协奏曲《梦之树》以及拉威尔的三部曲《达芙尼斯和克洛埃》、《圆舞曲》和《波莱罗》等。
戴高乐将军纪念展：2004年10月起分别在北京中华世纪坛和上海图书馆举行，通过图片、影像、声音等多媒体手段讲述戴高乐的一生，同时还展示了戴高乐身前的一些遗物，包括他的军装、制服和乘坐过的汽车等。展览由法国戴高乐基金会举办。